# Colastes cribellatus
Colastes cribellatus är en stekelart som först beskrevs av Maximilian Spinola 1851.  Colastes cribellatus ingår i släktet Colastes och familjen bracksteklar. Inga underarter finns listade i Catalogue of Life.